# البییار

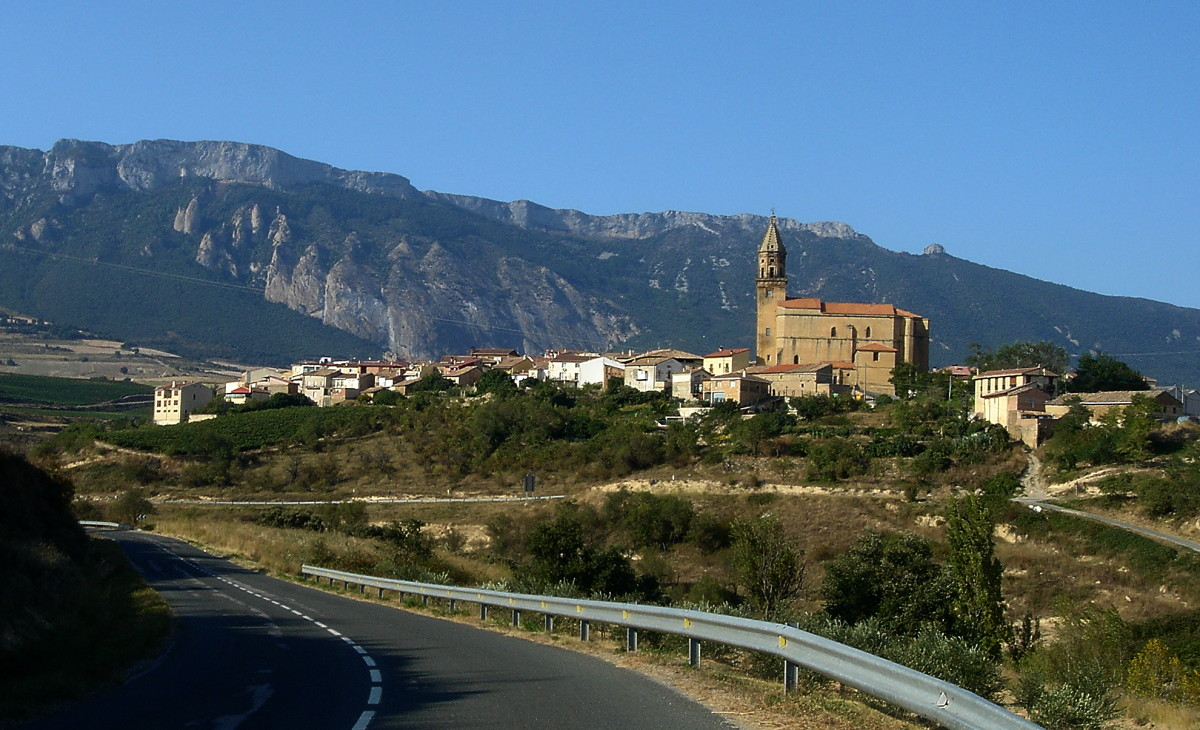
نمایی از دهستان البییار (بیلار) در آلابای اسپانیا - ۲۰۰۸

البییار/بیلار دهستانی در استان آلابای اسپانیا است.
در این دهستان ۳۵۰ نفر زندگی می‌کنند. مساحت این دهستان ۱۷٫۵۴ کیلومتر مربع است.